# Germaniavägen 21

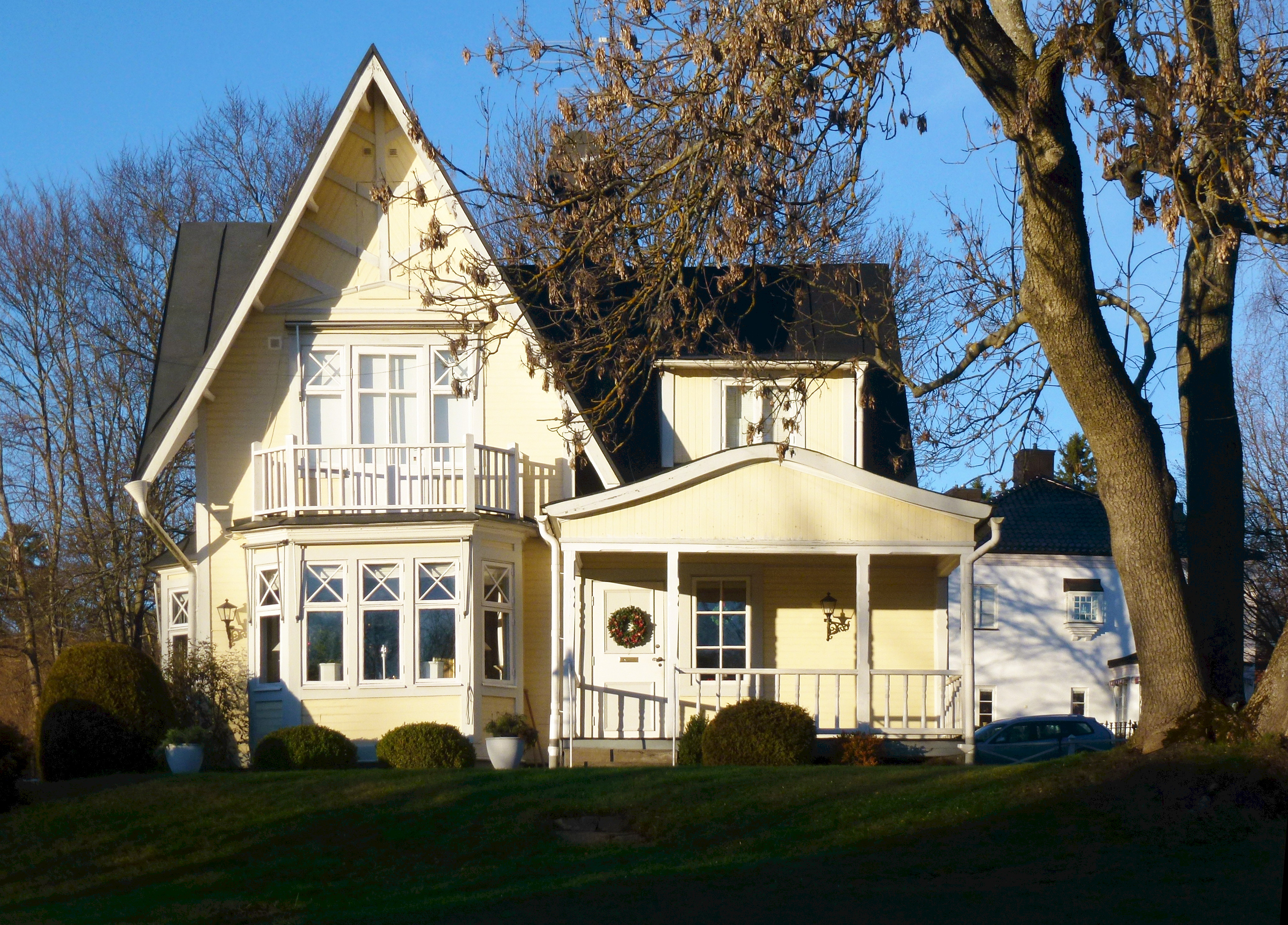
Germaniavägen 21, fasad mot syd, 2013.

Villa Germaniavägen 21 (fastighet Jotunheim 17) är en kulturhistoriskt värdefull byggnad i Djursholm, Danderyds kommun. Huset ritades 1889 av arkitekt Erik Lundroth och hör till de allra första villorna som uppfördes i det nygrundade villasamhället.

## Bakgrund
Bolagsordningen för Djursholms AB godkändes av konungen den 12 oktober  och redan samma månad hade man sålt 58 tomter. I erbjudandet till spekulanterna ingick att bolaget även erbjöd sig att uppföra villorna. Det togs  fram olika typhus som marknadsfördes som färdigbyggda villor. I ett prospekt presenterades ett tiotal typvillor, priset inklusive tomt varierade mellan 13 000 kr och 16 000 kr. De som ville fick betala 3 000 kr vid köpet och avbetala resten på 20 år. Idén med typhus var på 1890-talet långt före sin tid och väckte den gången ingen större anklang.

## Historiska bilder
| Vänstra bilden: De första villorna längs dagens Germaniavägen, huset i mitten är Germaniavägen 21. Utsikt från Djursholms vattentorn mot sydost. Högra bilden: Djursholms vattentorn och gamla väderkvarnen samt tre av Djursholms första villor, huset i mitten är Germaniavägen 21, 1890-tal. |  | Vänstra bilden: De första villorna längs dagens Germaniavägen, huset i mitten är Germaniavägen 21. Utsikt från Djursholms vattentorn mot sydost. Högra bilden: Djursholms vattentorn och gamla väderkvarnen samt tre av Djursholms första villor, huset i mitten är Germaniavägen 21, 1890-tal. |
| Vänstra bilden: De första villorna längs dagens Germaniavägen, huset i mitten är Germaniavägen 21. Utsikt från Djursholms vattentorn mot sydost. Högra bilden: Djursholms vattentorn och gamla väderkvarnen samt tre av Djursholms första villor, huset i mitten är Germaniavägen 21, 1890-tal. |  | |

## Germaniavägen

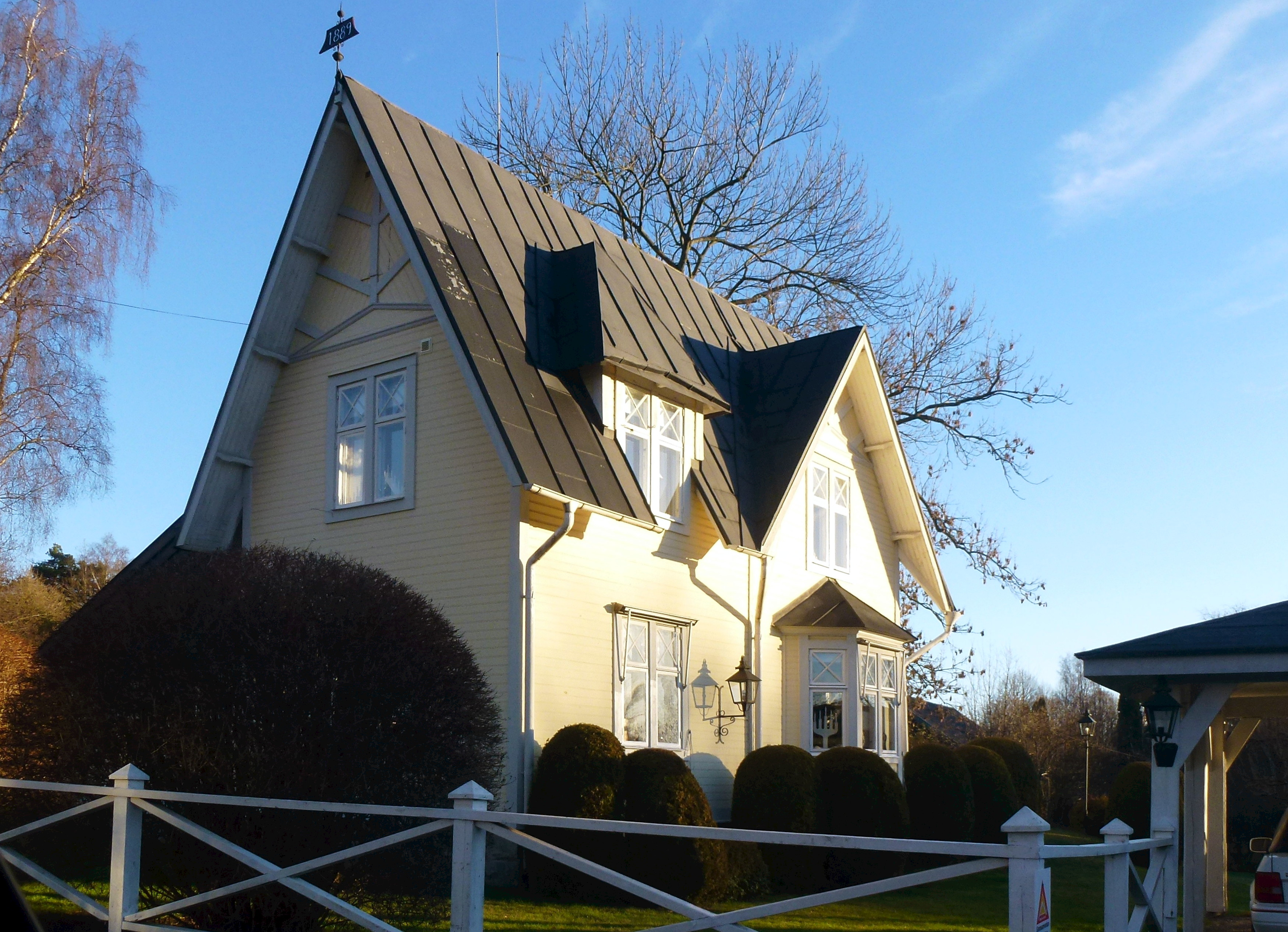
Germaniavägen 21, fasad mot norr.

Bland de första villorna som uppfördes i den nya villastaden fanns tre så kallade provvillor eller typhus i kvarteret Jotunheim med dagens adress Germaniavägen 19, 21 och 23. De hade samma utseende och hade ritats av arkitekt Erik Lundroth. År 1889 stod de färdiga. Av dem finns två bevarade, varav huset vid Germaniavägen 19 är ombyggt medan Germaniavägen 21 är i nästan originalskick. Det tredje (Germaniavägen 23) revs på 1940-talet och ersattes av ett modernt hus. Vid Germaniavägen 5 stod den numera rivna "Villa Tegnabo" som beboddes mellan 1890 och 1912 av visdiktaren Alice Tegnér.
Villan Germaniavägen 21 ritades av Lundroth i så kallad stick style-arkitektur, som i det här fallet är lågmäld. Stilen hade han hämtad från USA och introducerad i Djursholm. Huset är en 1½-plansvilla med en övervåning under ett högt, spetsigt och plåttäckt sadeltak. Fasaderna består av liggande, gulfärgad panel. Fasaddetaljer som gavelsprång, knutbrädor, räcken samt fönster- och dörromfattningar är målade i ljusgrå kulör. Under hösten och vintern 1891-92 bodde August Strindberg i villan. Huset var rivningshotat men nuvarande ägaren har renoverat det till originalskick. Även den stora almen, som redan syns på fotografier från 1890-talet, är bevarad.